# 石川綾子
石川綾子（／ Ishikawa Ayako，1984年6月17日—），日本女性小提琴家、作曲家，YouTuber。出生於日本東京都。

## 简介
3岁接触小提琴产生兴趣，4岁开始练习，5岁起在伦敦居住。以最年少之合格年龄于英国伦敦威尔士皇子贵族音乐学校The Purcell School入学。15岁之后在悉尼定居。
以第一名的成绩考入国立悉尼大学悉尼音乐学院，并以首席成绩毕业。
2014年起、以日本为据点继续演奏活动。
2019年6月，发表与一般男性入籍。
2021年6月，宣布第一个孩子出生，为男孩。
2021年10月4日，因为身体出现状况，为了专心治疗，暂时中止了音乐活动，当月预定的演出也中止了。
2022年10月4日通过官网发表继续开展活动的通知。

## 作品集

### 專輯
- AYAKO-天使はヴァイオリンを持つと魔女になる（2010年4月12日）
- 『希望』 KIBOU（Hope）（2012年7月15日）[7]
- VOCALO CLASSIC（2014年3月5日）
- AYAKO-天使はヴァイオリンを持つと魔女になる（2014年6月11日）"重新發售"
- CINEMA CLASSIC（2015年2月11日）Oricon最高排名：68位
- ANIME CLASSIC（2015年12月9日）Oricon最高排名：48位
- SAKURA SYMPHONY(DVD付)（2016年11月16日）Oricon最高排名：59位
- PLAY FOR JAPAN with 千の音色でつなぐ絆（2013年3月6日，合作專輯）[8]

### 影音
- VOCALO CLASSIC VIOLIN CONCERT 2014 [DVD]（2014年6月25日）
- CINEMA CLASSIC VIOLIN CONCERT 2015 [DVD]（2015年4月29日）
- AYAKO ISHIKAWA THE PREMIUM LIVE～ANIME CLASSIC～（2016年4月27日）Oricon最高排名：[Blu-ray]113位 [DVD]263位

## 外部連結
- 石川綾子 官方網站 （页面存档备份，存于）
- 石川綾子 官方LING網站 （页面存档备份，存于）
- 石川綾子 官方Facebook 專頁 （页面存档备份，存于）
- 石川綾子 官方Twitter （页面存档备份，存于） （@DevilsAyako）
- 石川綾子 官方Youtube （页面存档备份，存于） （ayakoishikawatv）
- 石川綾子 官方niconico頻道 （页面存档备份，存于）
- 石川绫子 官方bilibili主页 （页面存档备份，存于）